# Kankada
Kankada – gaun wikas samiti w środkowej części Nepalu w strefie Narajani w dystrykcie Makwanpur. Według nepalskiego spisu powszechnego z 2001 roku liczył on 1183 gospodarstw domowych i 7759 mieszkańców (3811 kobiet i 3948 mężczyzn).